# Dosirak
Il dosirak (도시락?, 道食樂?, tosirakMR; in Corea del Sud) o gwakbap (곽밥?, 槨-?, kwakpapMR; in Corea del Nord) è un pranzo al sacco di origine coreana che consiste di bap (riso cotto) e diversi banchan (contorni). Viene servito in contenitori di plastica o acciaio termico che possono avere più scompartimenti o livelli, chiamati a loro volta dosirak oppure dosirak-tong. Spesso preparato in casa, si trova anche in vendita nelle stazioni ferroviarie e nei minimarket.

## Caratteristiche
Un dosirak tipico contiene bap, verdure, kimchi e un uovo fritto disposti in modo disordinato, che si mescolano tra loro grazie al movimento della persona che sta trasportando il contenitore.

## Varianti
I dosirak casalinghi vengono spesso inseriti in confezioni a più livelli per separare bap e banchan, che possono essere dotate di un ulteriore strato termico isolato per le zuppe. I materiali più comuni sono la plastica o l'acciaio termico, ma esistono anche combinazioni di legno e lacca, ceramica e bambù.

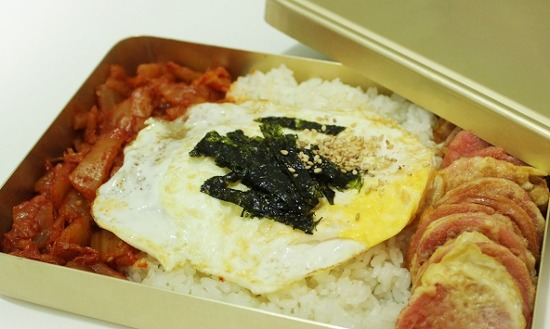
Yennal dosirak.

Il yennal dosirak (옛날 도시락?; lett. "Dosirak dei tempi andati") consiste di bap, kimchi saltato in padella, salsicce passate nell'uovo sbattuto e fritte in padella, e gim (alghe) stracciate, confezionati solitamente in una scatola rettangolare di latta o alpacca. Prima di essere mangiato, viene agitato tenendo il coperchio chiuso, in modo da mescolare tutti gli ingredienti.
Il gimbap dosirak (김밥 도시락?; lett. "Gimbap confezionato"), composto cioè da gimbap a fette, è una delle pietanze più consumate durante i picnic.

## Storia

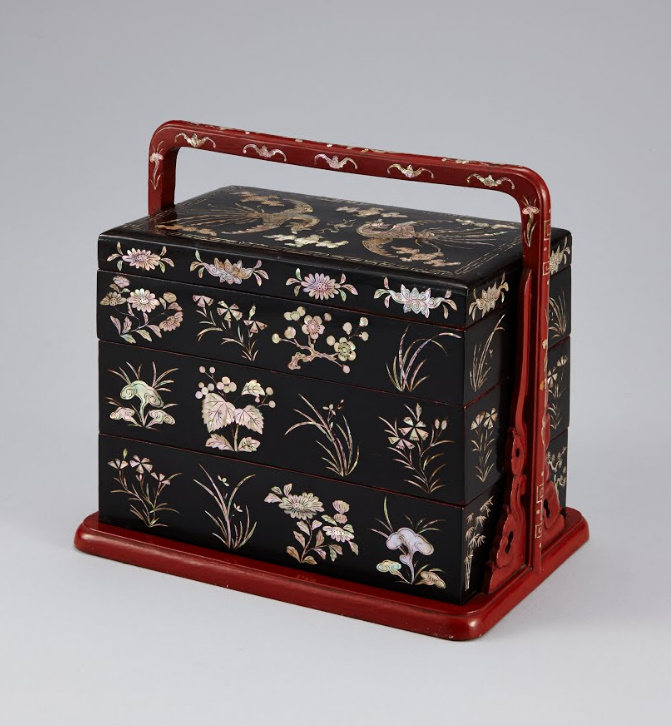
Pranzo al sacco risalente alla dinastia Joseon.

Il dosirak moderno discende da una lunga tradizione di pasti confezionati risalenti almeno alla dinastia Joseon, quando il cibo da portare in viaggio veniva confezionato in cesti di vimini di bambù. Hanno avuto un calo di vendite con l'avvento di pietanze occidentali trasportabili come i sandwich, riaffermandosi sul finire degli anni 2010 grazie alla loro convenienza e a causa dell'aumento del numero di famiglie unipersonali in Corea del Sud.